# شهرستان یاوان
شهرستان یاوان (به لاتین: Yao'an County) یک شهرستان‌های جمهوری خلق چین در چین است که در ولایت خودمختار چوشیونگ یی واقع شده‌است. شهرستان یاوان ۱٬۸۰۳ کیلومتر مربع مساحت و ۲۰۰٬۰۰۰ نفر جمعیت دارد.